# Alfreð Finnbogason
Alfreð Finnbogason, né le 1er février 1989 à Reykjavik en Islande, est un footballeur international islandais.

## Biographie

### Carrière en club

#### Jeunesse
Né à Grindavík, Alfreð a joué pour les équipes de jeunes d'Ungmennafélag Grindavíkur tout en passant deux ans de son enfance dans la capitale écossaise Édimbourg. Alfreð a joué pour le club de d'Hutchison Vale et est devenu un fan de l'Hibernian FC, tandis que son père étudiait dans la ville.

#### Breiðablik
Alfreð rejoint le Breiðablik Kopavogur en 2005, faisant partie de l'équipe de jeunes prometteuse du club aux côtés de futurs internationaux tels Gylfi Sigurðsson, Aron Jóhannsson, Jóhann Berg Guðmundsson, Elfar Freyr Helgason, Guðmundur Kristjánsson, Kristinn Steindórsson et Kristinn Jónsson. Il fait ses débuts pour l'équipe première en 2008. Au cours de la saison 2009, il marqua 13 buts en 18 matchs de championnat pour Breiðablik. À la fin de la campagne, il est élu Jeune joueur de l'année par ses coéquipiers. Breiðablik remportera son premier titre avec la Coupe d'Islande. Après la saison 2009, il fait un essai avec le club norvégien du Viking FK et du club anglais du FC Blackpool.
En 2010, Alfreð est le meilleur buteur du championnat avec 14 buts et est élu joueur de l'année par d'autres joueurs alors que Breiðablik remporte son premier titre de champion et participe pour la première fois à l'Europa League face au club écossais du Motherwell FC.

#### KSC Lokeren et prêt au Helsingborgs IF
Le 3 novembre 2010, Breiðablik confirme une offre du club belge du KSC Lokeren. Après avoir terminé un examen médical, Alfreð signe un contrat de deux ans et demi avec le club le 20 novembre 2010. Le 6 mars 2012, Alfreð rejoint le champion suédois Helsingborgs IF pour un prêt de six mois, se terminant le 15 août 2012. Alfreð marque un but et fait cinq passes décisives lors d'une victoire cumulée 6-1 contre les champions polonais Śląsk Wrocław lors du troisième tour de qualification de l'UEFA Champions League 2012-13. À la fin de la période de prêt, Alfreð finit meilleur buteur d'Helsingborg en 2012 avec 12 buts en 17 matches toutes compétitions confondues.

#### SC Heerenveen
Le 16 août 2012, Alfreð signe un contrat de trois ans avec le club néerlandais d'Eredivisie le SC Heerenveen. Il fait des débuts prometteurs pour son nouveau club, marquant deux buts lors de ses débuts à domicile contre l'Ajax Amsterdam dans un match nul 2–2. Alfreð termine la saison en tant que troisième meilleur buteur de l'Eredivisie, marquant 24 des 50 buts de Heereveen en championnat.

#### Real Sociedad
Le 2 juillet 2014, Alfreð signe pour le club espagnol de la Real Sociedad pour des frais de transfert de 7,5 millions d'euros, passant à 10 millions d'euros avec des modules complémentaires. Il a fait ses débuts pour le club plus tard ce mois-là, en commençant par une victoire 2-0 à domicile contre l'Aberdeen FC pour l'Europa League de la saison.

#### Olympiakos
Malgré l'intérêt rival du PAOK Salonique, le 26 juillet 2015, l'Olympiakos annonce officiellement qu'il signe en prêt le joueur de la Real Sociedad. Il marque son premier but lors d'un match amical contre le Beşiktaş SK le 9 août 2015. Alfreð marque son premier but officiel contre l'Arsenal FC le 29 septembre 2015, en Ligue des champions. Son but permettre à l'Olympiacos d'obtenir sa toute première victoire sur le sol anglais, lors d'une victoire 3-2 à l'Emirates Stadium. Le 5 décembre 2015, il marque son premier but sur penalty en Super League lors d'une victoire 4–3 à l'extérieur contre le Panthrakikos.

#### FC Augsbourg
Il est prêté au FC Augsbourg le 1er février 2016. Il fait ses débuts en tant que remplaçant contre le FC Ingolstadt cinq jours plus tard lors d'une défaite 2-1. Il marque son premier but en Bundesliga, le 28 février, lors d'un match nul 2–2 face au Borussia Mönchengladbach. Il continue à marquer sept buts en quatorze apparitions, et l'option d'achat est levée le 1er juillet 2016. Le 9 septembre 2017, il réussit un triplé lors d'un match de Bundesliga contre le FC Köln. Le 16 décembre 2017, il réussit un autre triplé lors d'un match nul 3–3 contre le SC Freiburg.

### Carrière en sélection
Il honora sa première sélection le 21 mars 2010 lors d'un match amical face aux îles Féroé, le match sera remporté 2-0 par les islandais.
Il est par la suite sélectionné par l'entraîneur Lars Lagerback pour faire partie des 23 joueurs participant à l'Euro 2016. Lors du tournoi en France, il participe à la compétition avec son équipe nationale, l'aventure s'arrête en quart de finale lorsque l'Islande perd contre l'équipe de France (2-5).
Il fait partie de la liste des 23 joueurs islandais sélectionnés pour disputer la Coupe du monde de 2018 en Russie. Il y jouera la totalité des trois matchs de poules face à l'Argentine, le Nigeria et la Croatie. Les Islandais sont éliminés dès la phase de groupes. Il devient le premier islandais à marquer un but à la coupe du monde en Russie contre l’Argentine le 16 juin 2018, égalisant pour son équipe par la même occasion à la 23e minute. Le match se solde par un match nul (1-1).
En août 2024, Alfreð a pris sa retraite internationale.

## Statistiques
| Saison                | Club                   | Championnat           | Championnat | Championnat | Coupe(s) nationale(s) | Coupe(s) nationale(s) | Compétition(s) continentale(s) | Compétition(s) continentale(s) | Compétition(s) continentale(s) | Islande | Islande | Total | Total |
| Saison                | Club                   | Division              | M.          | B.          | M.                    | B.                    | Comp.                          | M.                             | B.                             | M.      | B.      | M.    | B.    |
| 2008                  | Breiðablik Kópavogur   | Úrvalsdeild           | 4           | 1           | -                     | -                     | -                              | -                              | -                              | 2       | 1       | 6     | 2     |
| 2009                  | Breiðablik Kópavogur   | Úrvalsdeild           | 18          | 13          | -                     | -                     | -                              | -                              | -                              | -       | -       | 18    | 13    |
| 2010                  | Breiðablik Kópavogur   | Úrvalsdeild           | 21          | 14          | 1                     | 0                     | C3                             | 2                              | 0                              | -       | -       | 24    | 14    |
| Sous-total            | Sous-total             | Sous-total            | 43          | 28          | 1                     | 0                     | -                              | 2                              | 0                              | 2       | 1       | 48    | 29    |
| 2010-2011             | KSC Lokeren            | Pro League            | 15          | 4           | 3                     | 2                     | -                              | -                              | -                              | 2       | 0       | 20    | 6     |
| 2011-2012             | KSC Lokeren            | Pro League            | 7           | 1           | -                     | -                     | -                              | -                              | -                              | 3       | 1       | 10    | 2     |
| 2012                  | Helsingborgs IF (prêt) | Allsvenskan           | 17          | 12          | 1                     | 0                     | C1                             | 4                              | 1                              | 1       | 0       | 23    | 13    |
| Sous-total            | Sous-total             | Sous-total            | 39          | 17          | 4                     | 2                     | -                              | 4                              | 1                              | 6       | 1       | 53    | 21    |
| 2012-2013             | SC Heerenveen          | Eredivisie            | 34          | 26          | 2                     | 4                     | -                              | -                              | -                              | 7       | 2       | 43    | 32    |
| 2013-2014             | SC Heerenveen          | Eredivisie            | 32          | 29          | 3                     | 2                     | -                              | -                              | -                              | 6       | 0       | 41    | 31    |
| Sous-total            | Sous-total             | Sous-total            | 66          | 55          | 5                     | 6                     | -                              | -                              | -                              | 13      | 2       | 84    | 63    |
| 2014-2015             | Real Sociedad          | Liga                  | 25          | 2           | 4                     | 2                     | C3                             | 2                              | 0                              | 4       | 1       | 35    | 5     |
| 2015-2016             | Olympiakos (prêt)      | Super League          | 7           | 1           | 3                     | 0                     | C1                             | 3                              | 1                              | 5       | 2       | 18    | 4     |
| 2015-2016             | FC Augsbourg (prêt)    | Bundesliga            | 14          | 7           | -                     | -                     | -                              | -                              | -                              | 6       | 1       | 20    | 8     |
| Sous-total            | Sous-total             | Sous-total            | 46          | 10          | 7                     | 2                     | -                              | 5                              | 1                              | 15      | 4       | 73    | 17    |
| 2016-2017             | FC Augsbourg           | Bundesliga            | 13          | 3           | 1                     | 0                     | -                              | -                              | -                              | 5       | 3       | 19    | 6     |
| 2017-2018             | FC Augsbourg           | Bundesliga            | 22          | 12          | 1                     | 0                     | -                              | -                              | -                              | 9       | 3       | 32    | 15    |
| 2018-2019             | FC Augsbourg           | Bundesliga            | 18          | 10          | 2                     | 1                     | -                              | -                              | -                              | 5       | 1       | 25    | 12    |
| 2019-2020             | FC Augsbourg           | Bundesliga            | 20          | 3           | 2                     | 1                     | -                              | -                              | -                              | -       | -       | 22    | 4     |
| 2020-2021             | FC Augsbourg           | Bundesliga            | 17          | 0           | 1                     | 1                     | -                              | -                              | -                              | -       | -       | 18    | 1     |
| 2021-2022             | FC Augsbourg           | Bundesliga            | 10          | 2           | 2                     | 0                     | -                              | -                              | -                              | -       | -       | 12    | 2     |
| Sous-total            | Sous-total             | Sous-total            | 100         | 30          | 9                     | 3                     | -                              | -                              | -                              | 19      | 7       | 128   | 40    |
| 2022-2023             | Lyngby BK              | Superliga             | 13          | 3           | -                     | -                     | -                              | -                              | -                              | 6       | 1       | 19    | 4     |
| Sous-total            | Sous-total             | Sous-total            | 13          | 3           | 0                     | 0                     | -                              | 0                              | 0                              | 6       | 1       | 19    | 4     |
| Total sur la carrière | Total sur la carrière  | Total sur la carrière | 307         | 143         | 26                    | 13                    | -                              | 11                             | 2                              | 31      | 17      | 375   | 175   |

## Palmarès
- Breiðablik Kópavogur
  - Champion d'Islande en 2010.
  - Vainqueur de la Coupe d'Islande en 2009.

- Olympiakos Le Pirée
  - Champion de Grèce en 2016.

## Distinctions personnelles
- Meilleur buteur du championnat des Pays-Bas (29 buts) en 2014
- Premier buteur de l'histoire de l’Islande en Coupe du monde.